# Nainana Jat
Nainana Jat es una ciudad censal situada en el distrito de Agra en el estado de Uttar Pradesh (India). Su población es de 12941 habitantes (2011). 

## Demografía
Según el censo de 2011 la población de Nainana Jat era de 12941 habitantes, de los cuales 6720 eran hombres y 6221 eran mujeres. Nainana Jat tiene una tasa media de alfabetización del 55,02%, inferior a la media estatal del 67,68%: la alfabetización masculina es del 64,93%, y la alfabetización femenina del 44,26%.